# Gran Premio Palio del Recioto 2012
Il Gran Premio Palio del Recioto 2012, cinquantunesima edizione della corsa e valida come evento dell'UCI Europe Tour 2012 categoria 1.2U, si svolse il 10 aprile 2012 su un percorso di 143,2 km. Fu vinto dall'italiano Francesco Manuel Bongiorno che terminò la gara in 3h47'51", alla media di 37,7 km/h.

## Ordine d'arrivo (Top 10)
| Pos. | Corridore           | Squadra         | Tempo    |
| ---- | ------------------- | --------------- | -------- |
| 1    | Francesco Bongiorno | Hopplà-Wega     | 3h47'51" |
| 2    | Davide Formolo      | Petroli Firenze | s.t.     |
| 3    | Daniele Dall'Oste   | Trevigiani      | a 16"    |
| 4    | Fabio Aru           | Palazzago       | a 32"    |
| 5    | Ian Boswell         | Stati Uniti     | s.t.     |
| 6    | Gianfranco Zilioli  | Team Colpack    | s.t.     |
| 7    | Stanislau Bazhkou   | Palazzago       | a 1'08"  |
| 8    | Lawrence Warbasse   | Stati Uniti     | s.t.     |
| 9    | Manuel Senni        | Team Colpack    | s.t.     |
| 10   | Roberto Giacobazzi  | General Store   | s.t.     |